# Rat i mir (1956.)
Rat i mir, film snimljen 1956., je prva inačica na engleskom Tolstojevog romana Rat i mir. To je američko-talijanska verzija, koju je režirao King Vidor, a producenti su bili Dino De Laurentiis i Carlo Ponti. Glazbu je skladao Nino Rota, a fotografiju potpisuje Jack Cardiff. Film je napravila kuća Dino de Laurentiis Productions, a distribuirao ga je Paramount Pictures.
Zvijezde filma su Audrey Hepburn, Henry Fonda, i Mel Ferrer, zajedno s Vittoriom Gassmanom, Herbertom Lomom i Anitom Ekberg, u jednoj od njenih prvih uloga. Nominiran je za Oscara u kategoriji najboljeg redatelja (King Vidor), najbolju fotografiju (Jack Cardiff) i za najbolji dizajn kostima (Maria De Matteis).

## Odstupanja od romana
Scenarij filma je sabio događaje i likove opisane u originalu. Pod lupom su prvenstveno Nataša, Pjer, i Andrej, njihovi složeni odnosi i sazrijevanja u pozadini povjesnih događaja oko Napoleonove invazije na Rusiju. U Moskvi, većina događaja se odigrava u rezidenciji Rostovih, a epizode na posjedima su uglavnom skraćene izuzev scene kada Nataša prvi put sretne Andreja. 
Scene iz Sankt Peterburga su do kraja izbačene. Od povjesnih osoba pojavljuju se Kutuzov i Napoleon ali manje bitke su izbačene, dok je bitka kod Brezine dodana. Unutarnji dijalozi su zadržani, osobito kod Nataše. Uporaba francuskog jezika je u filmu do kraja izbačena. 
Događaji opisani u epilogu nisu opisani u filmu, kao ni Tolstojevi diskursi o povijesti.

## Uloge (izbor)
- Audrey Hepburn kao Nataša Iljinična Rostov
- Henry Fonda kao Pjer Kirilovič Bezuhov
- Mel Ferrer kao Andrej Nikolajevič Bolkonski
- Vittorio Gassman kao Anatol Vasiljevič Kuragin
- Herbert Lom kao Napoleon
- Oscar Homolka kao General Kutuzov
- Anita Ekberg kao Hélène Kuragin
- Helmut Dantine kao Dolohov
- Jeremy Brett kao Nikolaj Iljič Rostov
- Tullio Carminati kao princ Vasilije Kuragin